# Левобережный (Химки)
Левобережный — самый восточный микрорайон в составе города Химки Московской области.
Население превышает 31 тыс. жителей.
Микрорайон находится на противоположном, относительно центра города Химок, левом берегу канала имени Москвы. На востоке и юге Левобережный примыкает к границе области с Москвой по МКАД.

## История
Первые упоминания о данной территории находят еще в документах XVI века, когда здесь располагалось село Киреево, принадлежавшее разным владельцам, среди которых были: Кирей Гордин и Иван Бутурлин, почётный гражданин Москвы М. Ф. Мамонтов и композитор А. Н. Верстовский.
После Октябрьской революции 1917 г. Киреевские дачи были национализированы и приспособлены под санаторий. Позже в нём были расположены медицинские учреждения и жилые дома. В бывшей даче Прохорова, владельца Пресненской мануфактуры, открылась первая советская железнодорожная школа-пятилетка.
После сооружения в 1932—1937 гг. канала Москва—Волга (ныне канал имени Москвы) в Химках был создан Северный речной порт, а в 1936 году на месте деревни Киреево был образован посёлок Левобережный. На территорию бывшей дачи фабриканта Прохорова в 1936 году был переведён из Москвы основанный Н. К. Крупской в 1930 году Государственный библиотечный институт (с 1964 года — Московский государственный институт культуры). Построенный в 1937 году канал отрезал посёлок от станции Химки, поэтому по настоянию Н. К. Крупской была устроена платформа Левобережная.
В рамках администрации городского округа Химки образовано территориальное управление микрорайона Левобережный.